# Cetingrad
Cetingrad est un village et une municipalité située dans le comitat de Karlovac, en Croatie. Au recensement de 2001, la municipalité comptait 2 746 habitants, dont 76,66 % de Croates, 9,80,66 % de Bosniaques et 5,28 % de Serbes ; le village seul comptait 351 habitants.

## Localités
La municipalité de Cetingrad compte 36 localités :
| - Batnoga - Begovo Brdo - Bilo - Bogovolja - Buhača - Cetingrad - Cetinski Varoš - Delić Poljana - Donja Žrvnica - Donje Gnojnice - Đurin Potok - Glinice | - Gnojnice - Gojkovac - Gornja Žrvnica - Gornje Gnojnice - Grabarska - Kapljuv - Kestenje - Komesarac - Kruškovača - Kuk - Luke - Maljevac | - Maljevačko Selište - Pašin Potok - Podcetin - Polojski Varoš - Ponor - Ruševica - Sadikovac - Srednje Selo - Strmačka - Šiljkovača - Tatar Varoš - Trnovi |